# Pascale Haiti
Pascale Haiti, née le 3 avril 1972 dans le village de Taiohae, commune de Nuku-Hiva, en Polynésie française, est une représentante à l'Assemblée de la Polynésie française depuis le 23 mai 2004. Elle fut également ministre de l’Artisanat de la Polynésie française. Pascale Haiti est la compagne de Gaston Flosse, né le 24 juin 1931, ancien sénateur et ancien président de la Polynésie française.

## Candidature aux élections législatives de 2024
À la suite de la dissolution de l'Assemblée nationale, Pascale Haiti est candidate de la coalition autonomiste Amui Tatou aux élections législatives anticipées de 2024, dans la 3e circonscription de la Polynésie française. Elle est battue au second tour par la députée sortante Mereana Reid Arbelot, après avoir obtenu 49,13 % des suffrages exprimés.

## Affaires judiciaires
Une semaine après le refus du bureau du Sénat de lever l’immunité parlementaire de Gaston Flosse le 15 septembre 2009 dans le cadre de l’affaire des annuaires de l'Office des postes et télécommunications de Polynésie française (OPT), le juge d’instruction Philippe Stelmach décide de placer Pascale Haiti en garde à vue le 23 septembre 2009 à Versailles dans le cadre de cette affaire. Elle est soupçonnée de « destruction de preuves », après l’intervention à son domicile d’un informaticien venu réparer, à sa demande, une imprimante et qui aurait procédé à des modifications sur le disque dur d’un ordinateur. La veille de sa garde à vue, elle adressait un courrier au juge expliquant ce qu'elle présentait comme un incident.
À l’issue de sa garde à vue à Versailles, le juge délivre un mandat d’amener. Dans l’attente de son transfèrement en Polynésie française, Pascale Haiti aurait été maintenue au secret durant dix jours[réf. nécessaire] sans avoir accès à son avocat ni aucun droit de visite, alors même qu’elle disposait déjà d’un billet d’avion pour Tahiti et qu’elle aurait pu déférer à la demande du juge sur place le lendemain de sa garde à vue[réf. nécessaire].
Ce placement en garde à vue est dénoncé au Conseil supérieur de la magistrature : le 1er octobre 2009, 30 représentants à l’Assemblée de la Polynésie française (sur 57) adressent un courrier au président de la République Nicolas Sarkozy pour dénoncer ce qui est présenté comme un acharnement judiciaire vis-à-vis des proches de Gaston Flosse.
Pascale Haiti arrive à l’aéroport international Tahiti Faa'a le 4 octobre 2009 au matin, escortée par trois gendarmes. Sur place, elle est encadrée par une escorte armée de 20 gendarmes pour rejoindre le palais de Justice. Elle est mise en examen et placée sous contrôle judiciaire et ressort finalement libre du tribunal.
En 2014, Pascal Haiti est placée en garde à vue dans le cadre d’une enquête préliminaire pour détournement de fonds et de biens publics. La compagne de Gaston Flosse est soupçonnée du détournement, à la Présidence, de vaisselle en porcelaine et d’argenterie.
Les effets ont été retrouvés lors de deux perquisitions à Erima, dans l’ancien domicile de Gaston Flosse, ainsi qu’en partie à l’Assemblée de Polynésie française. La justice soupçonne la compagne de Gaston Flosse, Pascale Haiti, d’avoir pris part au détournement de vaisselle en porcelaine et d’argenterie prélevées dans le matériel de la Présidence de la Polynésie française. Les factures conservées à la Présidence ont permis d'estimer la valeur des saisies effectuées lors de ces perquisitions à près de 4 millions Fcfp.